# Гірненська сільська рада
Гірненська сільська рада — орган місцевого самоврядування у Стрийському районі Львівської області. Адміністративний центр — село Гірне.

## Загальні відомості
Водоймища на території, підпорядкованій даній раді: річка Стрий.

## Населені пункти
Сільській раді підпорядковані населені пункти:
- с. Гірне

## Склад ради
Рада складається з 14 депутатів та голови.

### Керівний склад попередніх скликань
| ПІБ                       | Основні відомості                                                 | Дата обрання | Дата звільнення |
| ------------------------- | ----------------------------------------------------------------- | ------------ | --------------- |
| Петлак Ігор Степанович    | Сільський голова, 1958 року народження, безпартійний              | 26.03.2006   | 31.10.2010      |
| Мельник Іван Осипович     | Сільський голова, 1957 року народження, освіта вища, безпартійний | 31.10.2010   | 31.10.2015      |
| Михайлович Олег Миронович | Сільський голова, 1977 року народження, безпартійний              | 31.10.2015   |                 |

Примітка: таблиця складена за даними джерела